# Hans Fitzinger
Hans Fitzinger (* 22. April 1924 in Waldenstein; † 29. Juni 2015 ebenda) war ein österreichischer Soldat, Kommunalpolitiker, Lehrer, Musiker und Autor.

## Leben
Hans Fitzinger besuchte die Volksschule in Waldenstein, in Gmünd die Hauptschule und anschließend die Lehrerbildungsanstalt in Wien.
Von 1943 bis 1945 war er Soldat und Funker der Wehrmacht bei der 100. Jäger-Division und der 183. Volksgrenadier-Division. Vom 17. April 1945 bis 15. Jänner 1946 befand er sich in amerikanischer, französischer und britischer Kriegsgefangenschaft. Weil die Wohnung seiner Eltern in Wien im Februar 1945 ausgebombt worden war, erhielt er nach seiner Heimkehr bei seinem Onkel Rudolf Schandl in Waldenstein 47 vorübergehend Unterkunft.
Ab April 1946 unterrichtete er an der Volksschule in Heidenreichstein, ab September an der Volksschule in Waldenstein. Hier war er 40 Jahre lang Lehrer, davon 39 Jahre Schulleiter. Von 1947 bis 1957 leitete er die Landwirtschaftliche Fortbildungsschule in Waldenstein.
Im Jahr 1952 heiratete er seine Frau Gertrude.
Von 1952 bis 1996 war er Chorleiter des Waldensteiner Sängerbundes und dann bis 2005 Obmann dieses Gesangsvereines.
Von 1955 bis 1960 und von 1965 bis 1980 war er Gemeinderat, davon 10 Jahre Vizebürgermeister und Kulturreferent der Gemeinde Waldenstein. Am Bau einer neuen vierklassigen Volksschule und des Landeskindergartens in Waldenstein hatte er maßgeblichen Anteil.
1967 gründete er mit seinen Parteifreunden die Ortsgruppe Waldenstein des ÖAAB und war 10 Jahre dessen Obmann.
1969 gelang ihm die Gründung des Verschönerungsvereines Waldenstein.
Von 1960 bis 2002 war er auch Bildungswerkleiter der Ortsstelle Waldenstein des NÖ Bildungs- und Heimatwerk und von 1974 bis 2004 war er für die Herausgabe des Waldensteiner Kulturbriefes verantwortlich.
Seit 1933 war er, ausgenommen die Studien- und Kriegszeit (1938–1946), Sänger des Waldensteiner Kirchenchores und ab 1980 auch dessen Chorleiter und zweiter Organist.
Von 1986 bis 2002 leitete er das Katholische Bildungswerk der Pfarre Waldenstein.
In seiner Freizeit komponierte er 40 Lieder und den Marsch Grüaß Euch Gott in Woidnstoa.
2010 schrieb er das Buch In Krieg und Gefangenschaft, in dem er über seine Erlebnisse und Erfahrungen aus seiner Zeit im Zweiten Weltkrieg berichtet.
Ab 1999 war er Leiter der Kulturveranstaltung Wir singen alte Lieder im Gasthaus Wurz in Waldenstein.
Anlässlich seines 90. Geburtstages beschloss der Gemeinderat Waldenstein, die Volksschule Waldenstein als Hans-Fitzinger-Volksschule zu bezeichnen.

## Titel und Auszeichnungen
Hans Fitzinger erhielt im Laufe seines Lebens zahlreiche Ehren- und Auszeichnungen.
- Oberschulrat
- Ehrenbürger der Gemeinde Waldenstein
- Goldenes Ehrenzeichen für Verdienste um das Bundesland Niederösterreich
- Ehrenmitglied des Bildungs- und Heimatwerkes NÖ
- Ehrenchormeister des Waldensteiner Sängerbundes
- Ehrenmitglied der FF Waldenstein

## Veröffentlichungen
- In Krieg und Gefangenschaft: Bei der 183. Volks-Grenadier-Division. Gefangen auf den Rheinwiesen und in Frankreich. Die Jahre danach 1944–1950. Selbstverlag, Waldenstein 2010, ISBN 978-3-200-02077-1